# Jutta von Alpen
Jutta Eva von Alpen (* 26. Juni 1921 in Berlin; † 24. Februar 1989 in Hannover) war eine deutsche Schauspielerin bei Bühne und Film sowie eine Pianistin.

## Leben und Wirken
Über Jutta von Alpen, deren künstlerisches Wirken nur ein Jahrzehnt lang, in den 1940er Jahren, dokumentiert werden kann, ist kaum etwas bekannt. Mit 16 bewarb sie sich als Pianistin um ein Studienstipendium beim Landesleiter der Reichsmusikkammer, wurde als „reiche Begabung“ eingeschätzt, aber wegen des Einflusses ihrer Mutter, einer ehemaligen Sängerin und Pianistin, abgelehnt, da diese andere Lehrer nicht zulassen wollte. 1940 wurde sie mit dem kleinen Part eines Pagen in einer Märchenverfilmung erstmals vor die Kamera geholt. Bis 1944 wirkte sie nur noch in fünf weiteren Filmen mit, darunter als Tochter Zarah Leanders in deren letzter reichsdeutscher Produktion Damals. Feste Theaterengagements sind, trotz Erwähnung ihres Namens in den Registern der Deutschen Bühnen-Jahrbücher, nicht auszumachen. Sie stand 1944 in der Gottbegnadeten-Liste des Reichsministeriums für Volksaufklärung und Propaganda.
1945 gab von Alpen offensichtlich die Schauspielerei komplett auf und besann sich wieder des Klavierspiels. Wie Der Spiegel in einer Ausgabe des Jahres 1949 zu berichten wusste, gab die Künstlerin im Rahmen von Tourneen durch die Westzonen zahlreiche Konzerte. Im selben Artikel war von einem angeblichen Interesse eines indischen Filmproduzenten zu lesen, der sie für die Verfilmungen von „moderne(n) europäische(n) Themen“ verpflichten wollte. Offensichtlich zerschlug sich dieses Projekt, da kein weiterer Film mit von Alpen nachzuweisen ist. Bis 1953 residierte Jutta von Alpen laut Register der Deutschen Bühnen-Jahrbücher in Schloss Rotenburg – genau in diesem Zeitraum wurde das Gebäude als Notunterkunft für Flüchtlingsfamilien genutzt, ehe es in staatlichen Besitz überging. Ob dies im Zusammenhang mit von Alpens Verschwinden aus dem Blickfeld der Öffentlichkeit 1953 steht, ist derzeit nicht bekannt.
Jutta von Alpen lebte mit ihrem Ehemann Hartmut Hoffmann zuletzt in Hannover. Sie starb 1989 im Krankenhaus der dortigen Henriettenstiftung und wurde auf dem Friedhof Isernhagen-Süd beigesetzt.

## Filmografie (komplett)
- 1940: Rumpelstilzchen
- 1940: Der Froschkönig (Kurzfilm)
- 1941: Immer nur Du
- 1943: Damals
- 1943: Sommernächte
- 1944: Der grüne Salon